# Espectroelioscópio
Um espectroelioscópio é um tipo de telescópio solar projetado por George Ellery Hale em 1924, para permitir a visualização do Sol em um comprimento de onda de luz selecionado. 

Esquema de um espectroelioscópio típico. As duas ranhuras oscilam rapidamente para permitir que uma porção do Sol seja vista em luz monocromática. Muitas variações são possíveis: a colimação pode ser feita com espelhos côncavos, a dispersão pode ser obtida com prismas de vidro, e a varredura pode ser feita com ranhuras fixas e prismas quadrados rotativos. Como são grandes (normalmente mais de 3 metros de comprimento) e delicados, os espectroelioscópios são geralmente fixos, com espelhos móveis para rastrear o Sol.

O espectroelioscópio básico é uma máquina complexa, que usa um espectroscópio para varrer a superfície do Sol. A imagem da lente objetiva é focalizada em uma pequena ranhura, que revela apenas uma fina porção da superfície do Sol. A luz então é passada através de um prisma ou grade de difração para dividir a luz em um  espectro. O espectro é focalizado em outra ranhura, que admite a passagem de apenas uma parte estreita dele (o comprimento de onda desejado para observação). Finalmente, a luz é focalizada em uma ocular, para que a superfície do Sol seja vista. 
A visão, entretanto, seria de apenas uma faixa estreita da superfície do Sol. As ranhuras são movidas sincronizadamente, para varrer a totalidade da superfície do Sol, fornecendo uma imagem completa. Espelhos que se inclinam independentemente podem ser usados em lugar de ranhuras móveis para produzir a mesma varredura; o primeiro espelho seleciona uma fatia do Sol, e o segundo seleciona o comprimento de onda desejado. 
O espectroeliógrafo é um aparelho similar, mas obtém imagens do Sol fotograficamente em um comprimento de onda particular, e ainda está em uso em observatórios profissionais.